# James Kruss
James Krüss (n. 31 mai 1926, Helgoland, Schleswig-Holstein, Germania – d. 2 august 1997, Gran Canaria, Las Palmas, Spania) a fost un poet și scriitor pentru copii german. A câștigat prestigiosul premiu internațional, Premiul Hans Christian Andersen, la categoria Scriere, în 1968.

## Lucrări traduse
(Data este cea a publicării în limba franceză)
- 1969 : Vânătorul de stele și alte povești (Der Leuchtturm auf den Hummerklippen, 1956) ; Paris, F. Nathan.
- 1970 :Ce le spune găina puilor ei? ? (Glucke zu den Küken?) ; Paris, F. Nathan.
- 1970 : Ziua de naștere a Carolinei (Bienchen, Trinchen, Karolinchen, 1968), Paris, colecție Roșu și auriu ; Edițiile G.P.⁠(d)
- 1971 : Pierrot și mașina lui roșie (Das rote Auto und der Peter) ; desene de Erich Hölle, Colecția Carrousel Nr. 47, Marcinelle-Charleroi ; Paris, Dupuis.
- 1979 : Aventurile lui Maxime Micul Elefant (Die Abenteuer des kleinen Elefanten Gongo, 1976) ; Paris,
- 1983 :Florentin (Florentin, 1961) ; Paris, F. Nathan.
- 1989 :Vulturul și porumbelul (Adler und Taube) ; Paris, Nathan.
- 1995 :: Muzicienii din orașul Bremen (Die Bremer Stadtmusikanten) ; Fribourg, Caligramă.
- În Pioniere Noi Donne⁠(d) din 1967 în nr. 2, 3, 4 găsim în italiană serialul „La Repubblica delle Uova”.